# Цеханский, Иван Степанович
Иван Степа́нович Цеха́нский (1864, Калуга — 1934, Рязань) — рязанский городской и епархиальный архитектор.

## Биография
Родился Иван Степанович в городе Калуга. После переезда в Москву поступил Московскую академию живописи, ваяния и зодчества. В 1894 году удостоился большой серебряной медали и звания классного художника архитектуры с правом на чин XIV класса. В 1895 занял должность городского архитектора губернской Рязани. В 1895 году Рязань широко праздновала 800 лет основания города, и Цеханский в честь памятного события создает проект Триумфальной арки перед Соборным бульваром. Этот проект показал его архитектурный дар, многие рязанцы дивились и восхищались легкостью и красотой арки, напоминающей Красные ворота в Москве. В 1901 году Цеханский увлекается эклектикой, а именно нео русским стилем. В этот год он воплощает в жизнь два своих самых известных архитектурных проекта. Первый он выполнил для Рязанского общества трезвости — здание Летнего клуба дворянского собрания в саду Трезвости. Это изящное здание украшено причудливой деревянной резьбой, в народе здание Летнего клуба дворянского собрания назвали «домом с кружевом». В том же 1901 году он выполнил по заказу Иоанно-Богословского монастыря новою 80 метровую колокольню. После революции 1917 года Иван Цеханский работал в Рязанском губернском коммунальном отделе в должности заместителя губернского архитектора.
Умер в 1934 году. Похоронен на Ваганьковском кладбище; могила утрачена.
Сын — Владимир, его жена — Кира Владимировна Цеханская (старшая). Внучка — историк-религиовед Кира Владимировна Цеханская (младшая).

## Работы
- 1895 год. Создание Триумфальной арки в честь 800-летнего юбилея Рязани. Соборный бульвар (не сохранилась);
- 1897 год. Церковь Георгия Победоносца в с. Городище Рыбновского района Рязанской области (сохранилась);
- 1898 год. Храм Покрова Пресвятой Богородицы и Святой мученицы Татианы при Рязанском женском училище. Улица Свободы, д. 46 (сохранилась);
- 1900 год. Богадельня сестер Титовых. Улица Свободы, д. 32 (сохранился)[7];
- Колокольня Пощуповского Иоанно-Богословского монастыря. Село Пощупово (сохранилась);
- 1905 год. Здание Летнего клуба Дворянского собрания. Сад Трезвости (сохранился);
- 1902—1904 года. Церковь Сергия Радонежского в Троицком Рязанском монастыре. г. Рязань, Московское ш., 10 (сохранилась);
- 1908 год. Церковь Алексия, митрополита Московского, в Нечаевской. Московская обл., г. Егорьевск, ул. Нечаевская, 64 (сохранилась);
- 1911 год. Церковь Успения Пресвятой Богородицы в Касимове. Советская площадь (сохранилась);
- 1913 год. Проект перестройки церкви Воскресения Христова в Поплевино. Рязанская обл., Ряжский р-н, с. Поплевино (сохранилась).

## Галерея

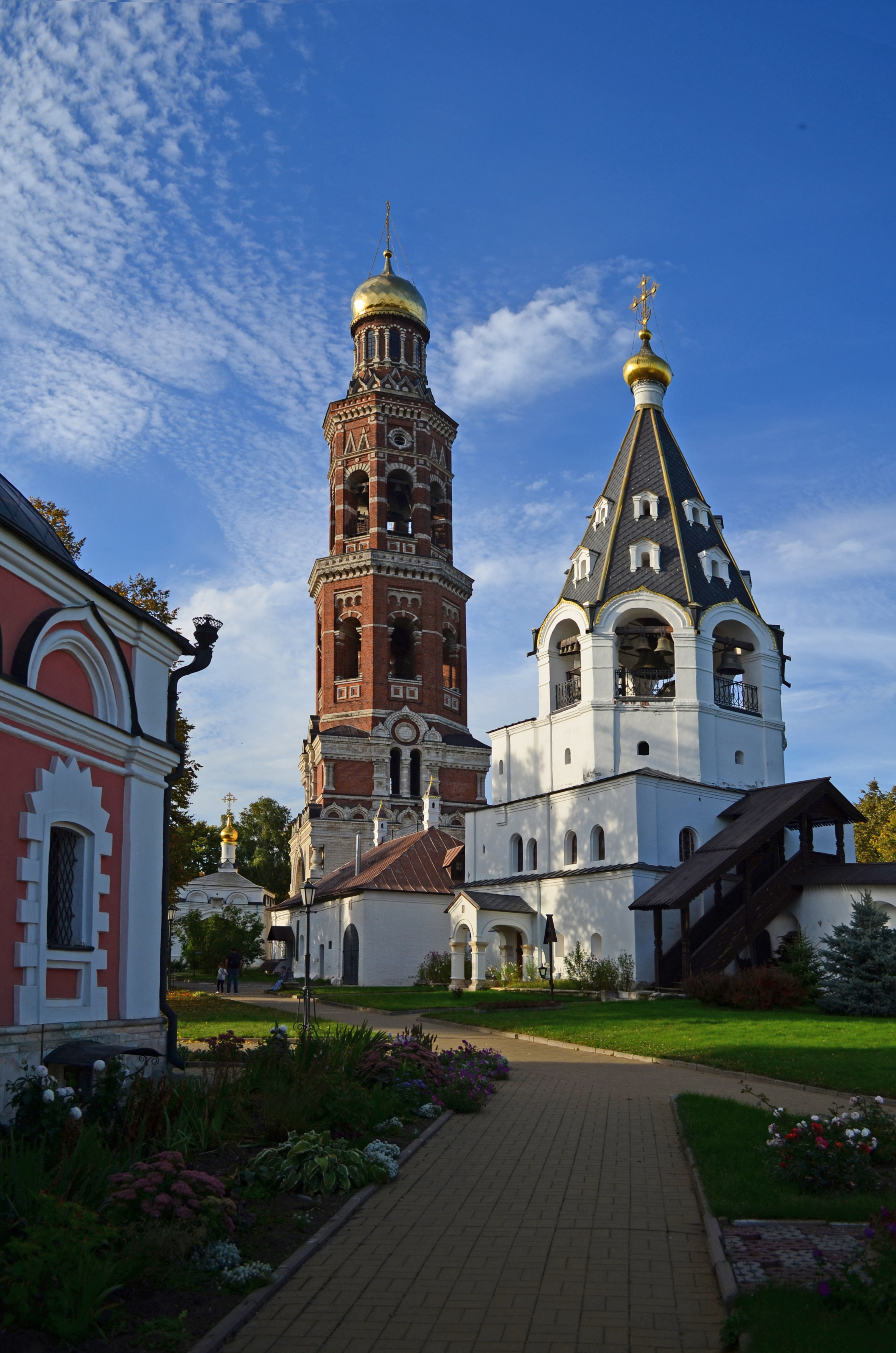
Колокольня Ионно-Богословского монастыря, 1901
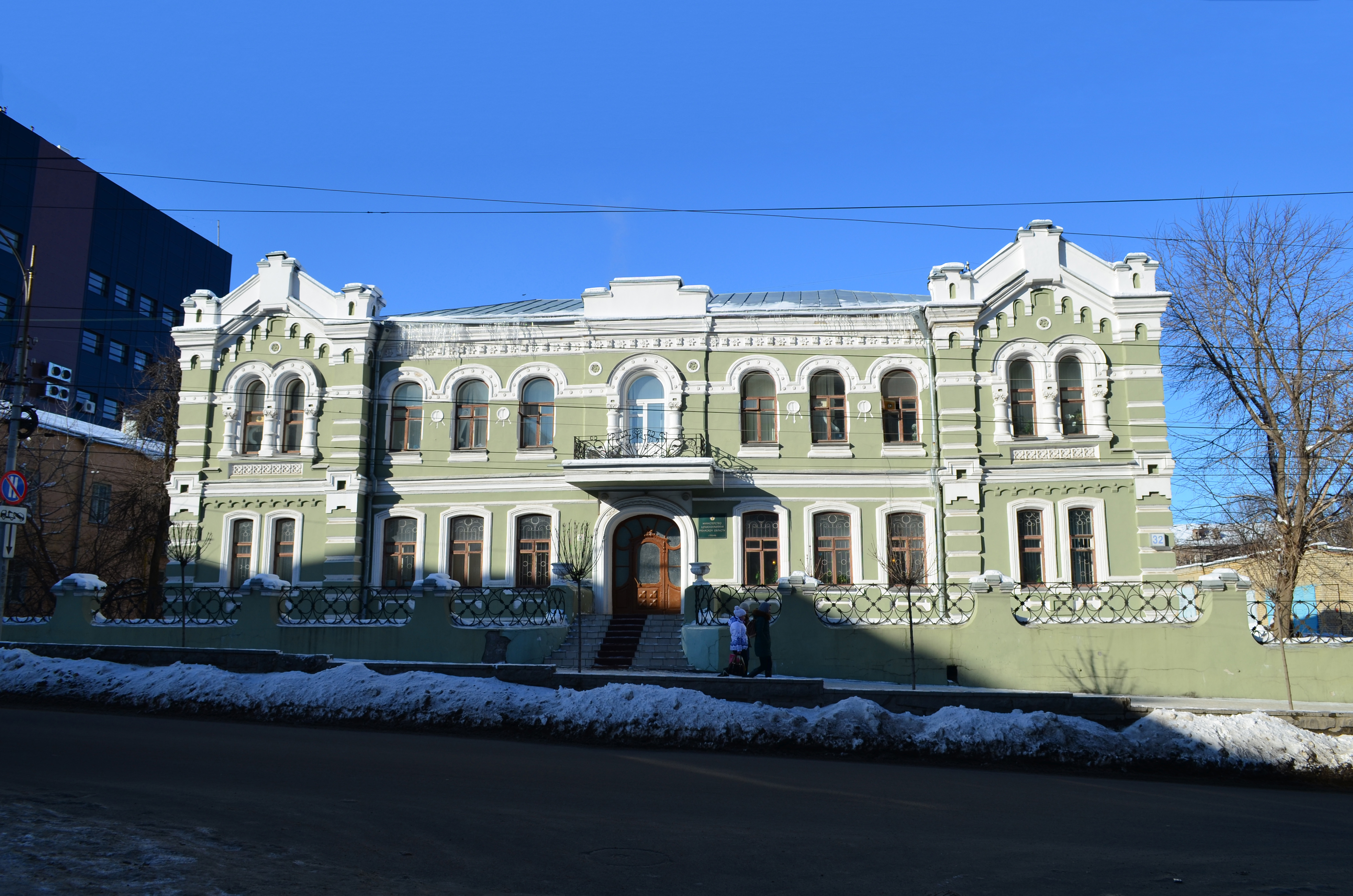
Богадельня сестер Титовых, 1900
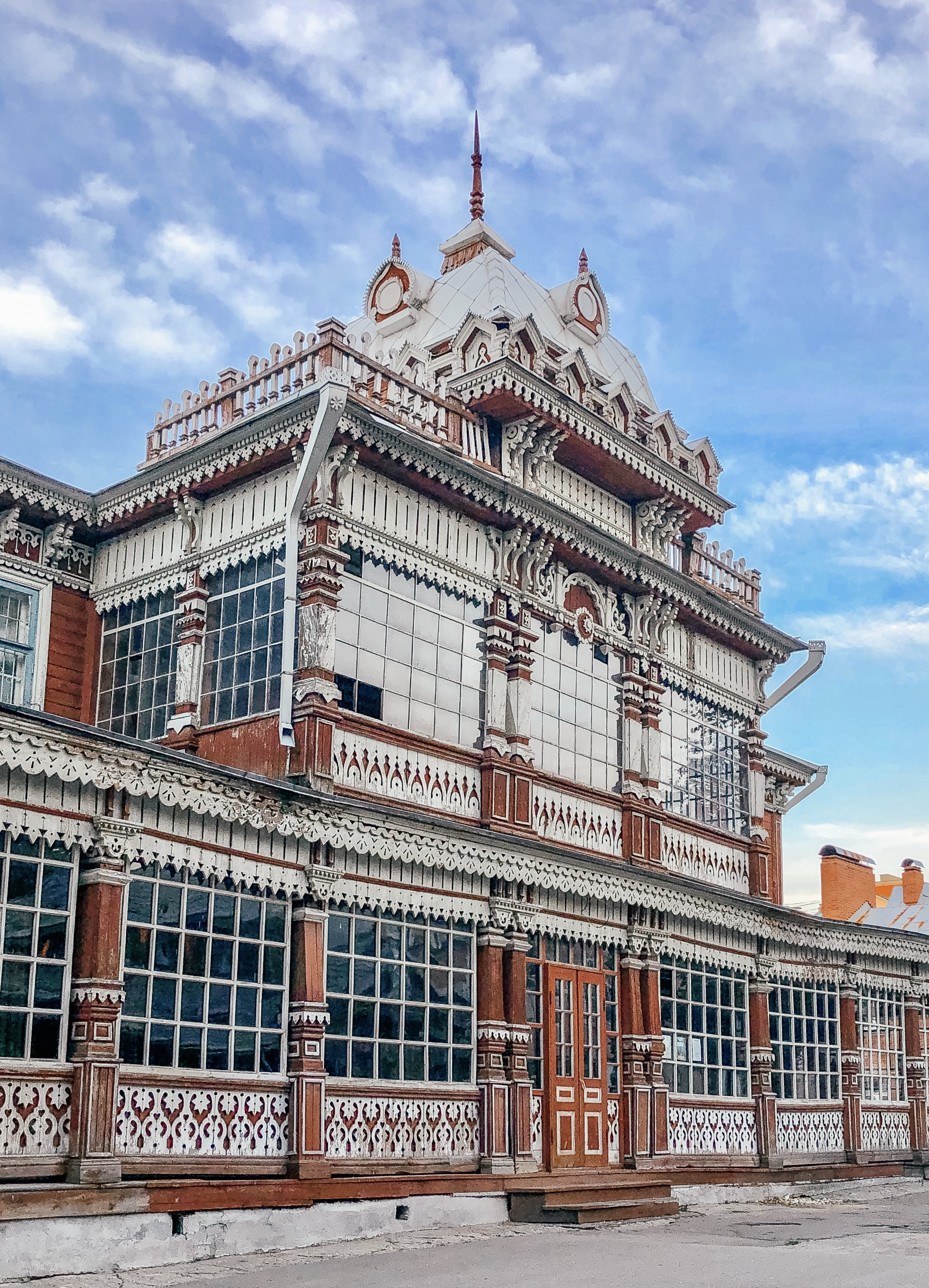
Летний клуб Дворянского собрания, 1905